# Пішки, верхи та на машині
Пішки, верхи та на машині (фр. À pied, à cheval et en voiture) — французька кінокомедія 1957 року, знята Морісом Дельбезом. Фільм мав великий успіх, у французькому прокаті він зібрав 3.4 мільйони глядачів.

## Сюжет
Казка про кохання багатого хлопця і дівчини з простої сім'ї бухгалтера зі щасливим кінцем.

## У ролях
- Ноель-Ноель: Леон Мартен
- Деніз Грей: Маргеріт Мартен
- Софі Дом'є: Мірей Мартен
- Деррі Коул: Х'юберт
- Жан Тіссьє: продавець в автосалон
- Жиль Відаль: Поль де Гранльє
- Еме Кларіон: месьє де Гранльє
- Вівіан Госсе: Еліс Ламберт
- Ноель Рокевер: месьє Гіллард
- Сюзанна Гемар: Елен Гійяр
- Юбер Дешам: Робіше
- Жак Фаббрі: Огюст
- Жерар Дар'є: Робер
- Робер Ваттьє: інспектор автошколи
- П'єр Мірат: Вівіані
- Едмон Ардіссон: Дюшемен
- Жоель Монтейхе: син Дюшемена
- Жан Галлан: месьє Кордьє
- П'єр Лепру: месьє Шатіс
- Моріс Шеві: Леон
- Анрі Куте: наглядач пана де Гранльє
- Жан-П'єр Жобер: Шотар
- Жан-П'єр Кассель: Маріель
- Жан-Поль Бельмондо: Венен
- Жан-П'єр Мутьє: подруга Мірей
- Бернар Муссон: страховий агент

## Знімальна група
- Режисер: Моріс Дельбез
- Сценарій: Жак Антуан, Серж де Бойссак, Жан-Жак Віталь
- Продюсер: П'єр Бошар, Жан-Жак Віталь
- Оператор: Андре Джермейн
- Композитор: Поль Місракі
- Художник: Жак Гут, Жан Д'Обонн
- Монтаж: Жильбер Нато